# 地理學指南

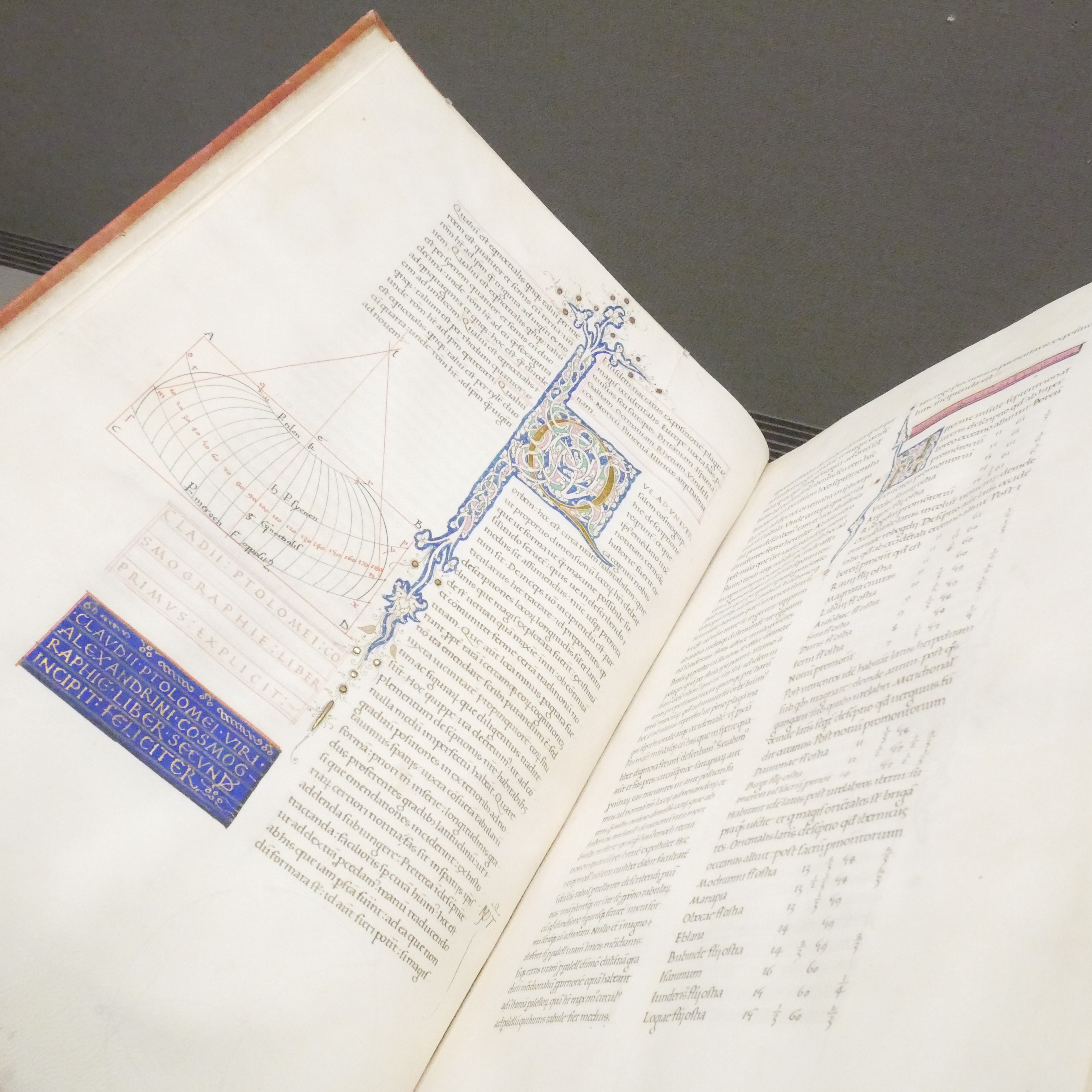
安傑洛的雅各布所翻譯的拉丁文版《地理學指南》（梵蒂岡宗座圖書館藏，15世紀）

《地理學指南》，又譯《地球形狀概論》（八卷）。由托勒密于公元约150年所著。書中詳細說明如何採用經度、緯度兩種方法將球體的地球繪製到平面上，並以北為指標，由此後人繪製出了一系列托勒密地圖。
本書最大功績在於托勒密對於地理學應用經緯度來確定山川、城市的位置，並據此確定它們的地理空間位置，開創了近代繪圖學的先例。托勒密指出，地理學的內容應是對整個地球的已知地區以及與之相關的一切事物作線性描述，即繪製圖形，並用地名和測量一覽表代替地理描述。這就把地理學與地圖學等同起來，拋棄了描述地理學。

## 结构
- 第一卷：緒論，闡述了他的地理學體系，修正了馬里奴斯的製圖方法；
- 第二卷至第七卷：世界地誌，包括歐洲、亞洲、非洲，已知三大洲大約8,100個地點的統計表，並運用喜帕恰斯建立的緯度和經度網，註明每個地點的經緯度坐標。
- 第八卷：結論，主要介紹27幅世界地圖和26幅局部區域圖。這些地圖被稱為「托勒密地圖」。

## 影響
世界首本印刷地圖集於1477年在義大利的波隆那出版，由塔德奧·克里維利鐫刻。是以托勒密的版本為主體所繪製的。這本泛黃地圖集是世界最古老的以雕刻銅版印刷的地圖集，2006年10月10日，在倫敦蘇富比拍賣公司以213.6萬英鎊的價格被拍賣成交，成為有史以來拍賣成交價最高的地圖集（據悉，在此之前，地圖集拍賣的成交價紀錄是146.4萬英鎊）。
1492年，首部印刷地圖集出版的15年後，哥倫布帶著地圖揚帆西進，尋找馬可波羅遊記中描述的世界。